# 松澤和宏
松澤 和宏（まつざわ かずひろ、1953年 - ）は、日本のフランス文学者。
東京都生まれ。1978年、早稲田大学第一文学部フランス文学科卒業。1988年、筑波大学大学院文芸言語研究科博士課程満期退学、パリ第8大学にて文学博士号取得。1989年、大東文化大学文学部専任講師。1991年、同助教授。1995年、名古屋大学文学部助教授。2000年、同文学研究科教授。2019年、定年退職。
1993年、"Introduction à l'étude critique et génétique des manuscrits de 《L'Education sentimentale》de Gustave Flaubert−l'amour, l'argent, la parole−",（フロベール『感情教育』の草稿研究）で渋沢・クローデル賞本賞受賞。2004年、『生成論の探究 テクスト・草稿・エクリチュール』で名古屋大学文学博士。同書で宮沢賢治奨励賞受賞。

## 著書
- 『生成論の探究 テクスト・草稿・エクリチュール』 名古屋大学出版会 2003
- 『「ボヴァリー夫人」を読む 恋愛・金銭・デモクラシー』 岩波書店〈岩波セミナーブックス〉 2004

## 共編著
- 『これからの文学研究と思想の地平』田中実共編著　右文書院、2007
- 『テクストの解釈学』 名古屋大学グローバルCOEプログラム編　水声社、2012
- 『フローベール文学と〈現代性〉の行方』小倉孝誠共編　水声社、2021

## 翻訳
- リュシアン・デーレンバック『鏡の物語 紋中紋手法とヌーヴォー・ロマン』野村英夫共訳 ありな書房、1996
- アントワーヌ・コンパニョン（フランス語版）『アンチモダン―反近代の精神史』監訳　鎌田隆行、宮川朗子、永田道弘、宮代康丈訳 名古屋大学出版会 2012
- フェルディナン・ド・ソシュール『「一般言語学」著作集 1 自筆草稿『言語の科学』』岩波書店、2013。校註・訳